# Preludio, Op. 28, No. 15 (Chopin)

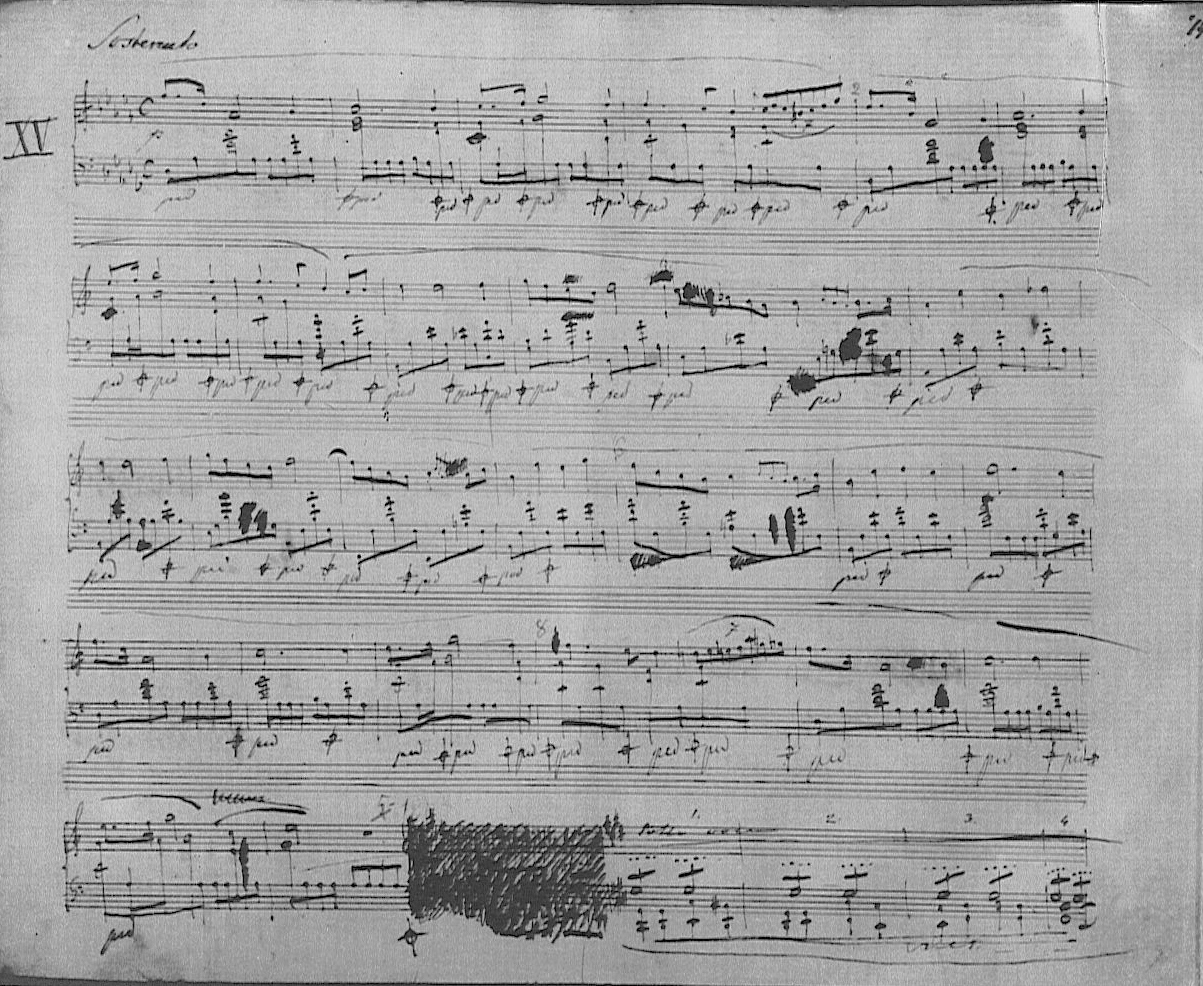
Preludio Op.
28 n.º 15, página 1 (autográfico)

El Preludio Op. 28, No. 15, de Frédéric Chopin, conocido como el preludio de la "Gota de Lluvia", es uno de los 24 Preludios de Chopin. Su duración habitual es de entre cinco y siete minutos, siendo el sostenuto el más largo de todos los preludios. Esta composición es conocida por su repetitiva nota La bemol, que aparece a lo largo de toda la pieza y suena como una gota de lluvia para muchos oyentes.

## Composición
Algunas de las piezas del Opus 28 fueron escritas durante la estancia de Chopin y George Sand en la Cartuja de Valldemosa, Mallorca en 1838. En La Historia de mi vida, Sand relata como una tarde ella y su hijo Mauricio, volviendo de Palma de Mallorca bajo un terrible aguacero, encontraron a un distraído Chopin que exclamó: 
[...]"Ah! Sabía que estabais muertos". Mientras tocaba el piano tuvo un sueño en el que se vio a sí mismo ahogado en un lago y grandes gotas de agua helada caían de forma regular sobre su pecho. Cuando le hice escuchar el sonido de las gotas de lluvia que, de verdad, estaban cayendo desde el tejado, rítmicamente, negó haberlas oído. Se enfado mucho de que yo lo interpretara como la muestra de un sonido imitativo. Protestó con toda su fuerza -y tenía razón- contra la puerilidad de dicha imitación auditiva. Su genio estaba lleno de misteriosos sonidos de la naturaleza, pero transformados en sublimes equivalencias musicales en su pensamiento pero no a través de imitaciones sin originalidad de los sonidos reales."
Sand no dijo el Preludio exacto que Chopin tocaba para ella en aquella ocasión pero gran parte de los críticos musicales asumen que fue el preludio no.15 por el repetitivo la bemol que sugiere el suave patrón de la lluvia. Peter Dayan, apunta que Sand aceptó las protesta de Chopin de que el preludio no era una imitación del sonido de una gota de lluvia sino la traslación de las armonías naturales realizadas por el genio de Chopin. Frederick Niecks dice que el preludio "te hace pensar en el claustro del Monasterio de Valldemosa y en una procesión de monjes portando a un hermano a su última morada cantando lúgubres responsos en la noche cerrada.

## Descripción
El preludio abre con un tema sereno en Re Bemol. Cambia después a un "lúgubre interludio" en Do sostenido menor con "un pedal dominante que no cesa nunca, un basso obstinato". La repetitiva nota La Bemol que se oye desde el la primera sección se convierte en más insistente. A continuación termina el preludio con una repetición del tema original. Niecks dices, "La parte en Do sostenido menor... te afecta como un sueño opresivo; la reentrada del tema original en Re Bemol ahuyenta la horrible pesadilla y reintroduce la frescura de la naturaleza sonriente y familiar – sólo después del horror de la imaginación se puede apreciar su serena belleza en su totalidad.

## Legado cultural
- En la película de 1979 de James Bond Moonraker, el villano "Sir Hugo Drax" toca e el Preludio de la Gota de Lluvia en su castillo en un gran piano cuando Bond llega a visitarle.
- Este preludio aparece también en la banda sonora de la película australiana Shine sobre la vida del pianista David Helfgott.
- El preludio aparece en sección Cuervos de la película de Akira Kurosawa Los sueños.
- El preludio aparece en la película de 1990 "Captain America", cuando el héroe toca la pieza para impedir a Red Skull que destruya el Sur de Europa.
- El dramático interludio del preludio se utilizó marketing de Halo 3, un videojuego de ciencia ficción.
- La pieza aparece en la película de John Woo film Cara a cara en una escena de entre Castor Troy y Eve Archer.
- El preludio aparece en el videojuego Eternal Sonata, en el que la música de Chopin tiene un rol importante.
- La pieza se utiliza en la película Margin Call, mientras Kevin Spacey duerme en su oficina pero es despertado por el clímax del preludio en su parte intermedia.
- El preludio se utiliza en el trailer inglés para la película japonesa Battle Royale.
- El Preludio aparece varias veces en la película de 2012 Prometheus incluyendo los créditos finales.
- El Preludio es una de las melodías recurrentes en la serie de televisión Los gozos y las sombras (1982), basada en la novela homónima de Gonzalo Torrente Ballester.